# Kryształ lodu

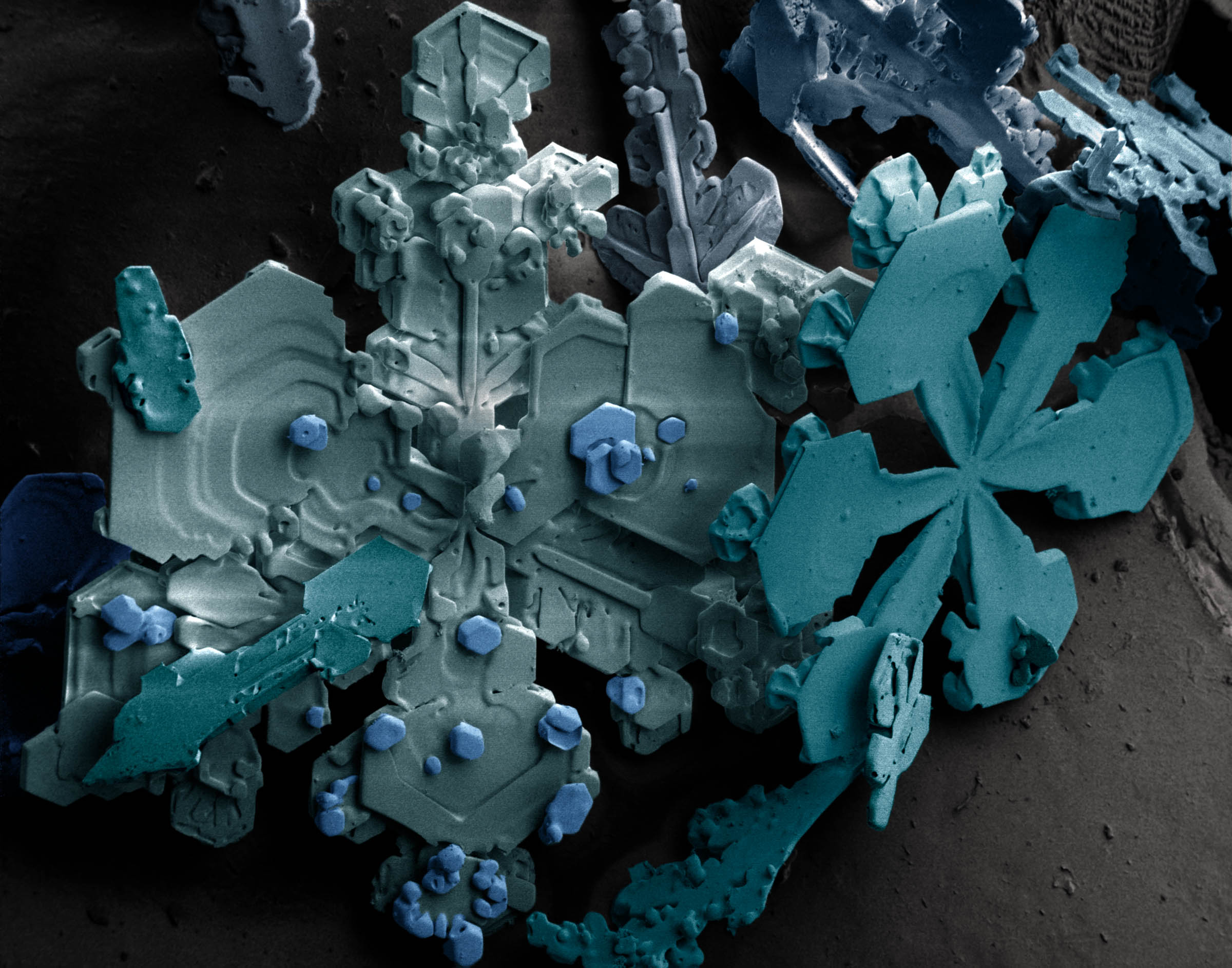
Obraz płatków śniegu w dużym powiększeniu, uzyskany mikroskopem elektronowym.

Proste kryształy lodu mają symetrię sześciokątną. Oś główna jest zaznaczona jako „c”.

Kryształy płytkowy i kolumnowy w typowym ustawieniu w powietrzu

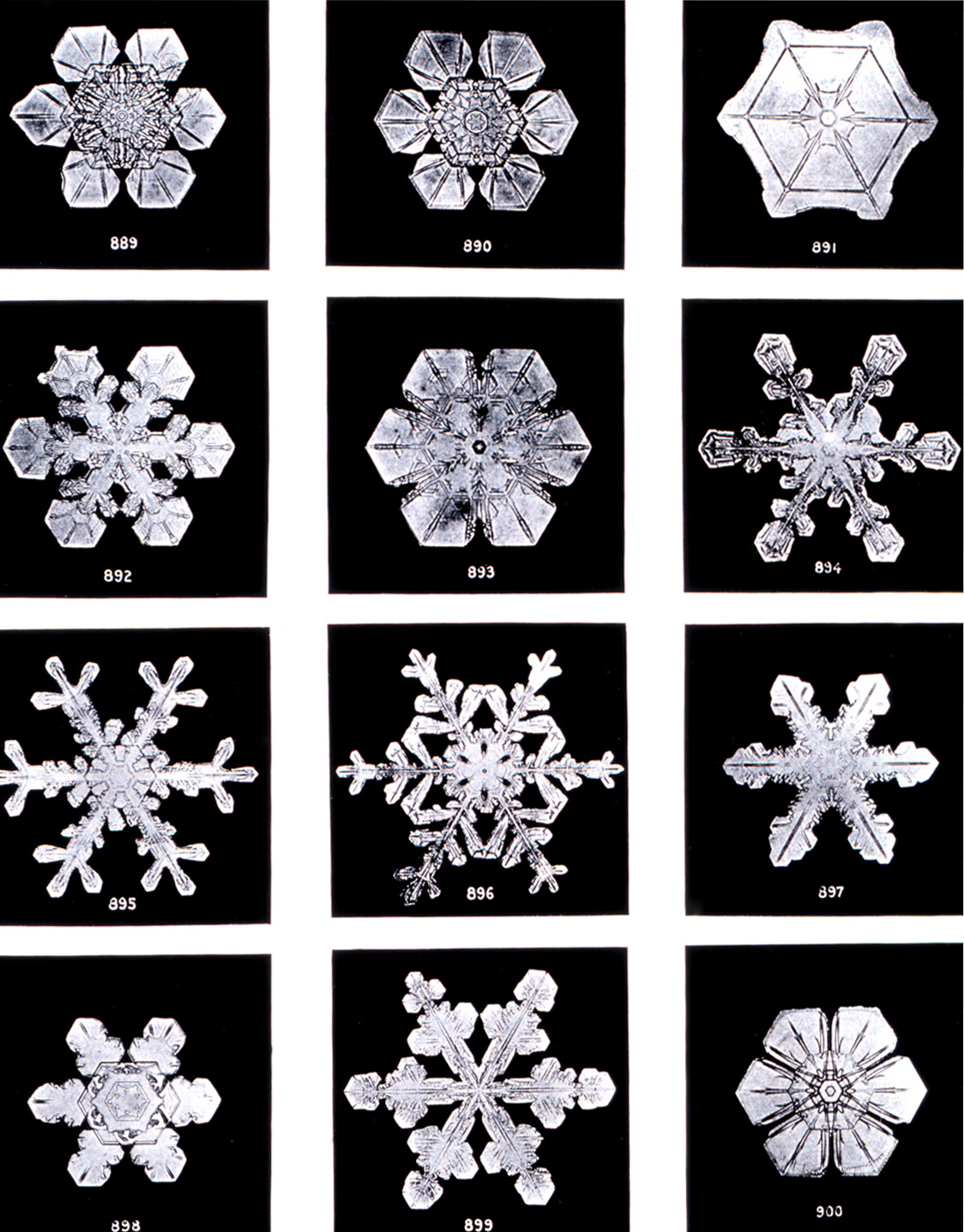
Fotografie Wilsona Bentleya, pierwsze znane zdjęcia płatków śniegu

Kryształ lodu – makroskopowa, krystaliczna forma lodu.
Kryształki lodu mogą występować w różnorodnej postaci, m.in. jako sześciokątne płytki, sześciokątne kolumny (kryształy ołówkowe), kryształy rozgałęzione (dendryty), igły lodowe, i inne.
Woda w temperaturze powyżej około –80 °C krystalizuje w heksagonalnym układzie krystalograficznym, tworząc lód Ih (jeden h). Powoli narastające monokryształy tworzą graniastosłupy sześciokątne, którego ściany boczne tworzą kąt 120° (zewnętrzny 60°), podstawy graniastosłupa są prostopadłe do ścian bocznych. Lód heksagonalny jest główną formą lodu w ziemskiej biosferze. W niższej temperaturze para wodna krystalizuje do metastabilnego lodu w układzie regularnym (lód Ic), kryształy tego rodzaju lodu są prostopadłościanami.

## Kryształy płytkowe i kolumnowe
Przy małym ciśnieniu parcjalnym pary wodnej w powietrzu kryształki lodu rosną wolno i są monokryształami o kształcie graniastosłupa sześciokątnego. Kryształki przybierają formę sześciokątnych płytek albo kolumn. W temperaturze około –2 °C rosną kryształy w postaci cienkich płytek, natomiast pobliżu –5 °C pojawiają się kolumny i smukłe igły. Płytki ponownie tworzą się w pobliżu –15 °C, a kolumny i płytki tworzą się przy około –30 °C.

## Morfologia kryształków lodowych
Przy bardzo niskim ciśnieniu pary wodnej w powietrzu powstają kryształy o płaskich powierzchniach. W miarę wzrostu stężenia pary wodnej w powietrzu zwiększa się liczba wad na powierzchni kryształów. Są to głównie niedopełnienia powierzchni oraz szybszy rozrost w pobliżu krawędzi. Przy dużej zawartości pary wodnej w powietrzu kryształy mają coraz więcej nierówności na powierzchni, natomiast przy jeszcze większej zawartości pary wodnej w atmosferze zaczyna dominować krystalizacja poprzez tworzenie dendrytów w postaci igłowych odgałęzień i gwiazdek – popularnie zwane śnieżynkami.
W niskiej temperaturze krystalizacji tworzą się kryształy, których ściany boczne są na przemian duże i małe, tworząc graniastosłupy o podstawie prawie trójkątnej. Kryształy w polarnych chmurach stratosferycznych tworzą się właśnie w niskich temperaturach, dlatego pewne zjawiska optyczne, takie jak np. Łuk Kerna, występują dzięki obecności kryształów o podstawie prawie trójkątnej.

## Śnieżynki
Wzrost kryształków lodu zależy od temperatury i stężenia pary wodnej. Mimo że kryształy tworzą się zazwyczaj jako proste kryształy lodu, to spadając w różnych warunkach temperatury i wilgotności tworzą różnokształtne kryształy rozgałęzione (dendryty) – popularnie zwane śnieżynkami. Dlaczego śnieżynki tworzą tak wiele form i jak zmieniają się z temperaturą, nie jest do końca wyjaśnione. Wzrost zależy od tego, jak cząsteczki pary wodnej wprowadzane są do spadających w wilgotnym powietrzu kryształów lodu.